# Solanum centrale
Solanum centrale är en potatisväxtart som beskrevs av John McConnell Black. Solanum centrale ingår i släktet skattor som ingår i familjen potatisväxter. Inga underarter finns listade i Catalogue of Life.

## Bildgalleri

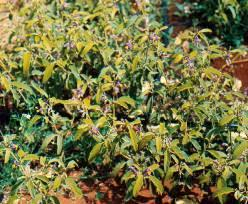
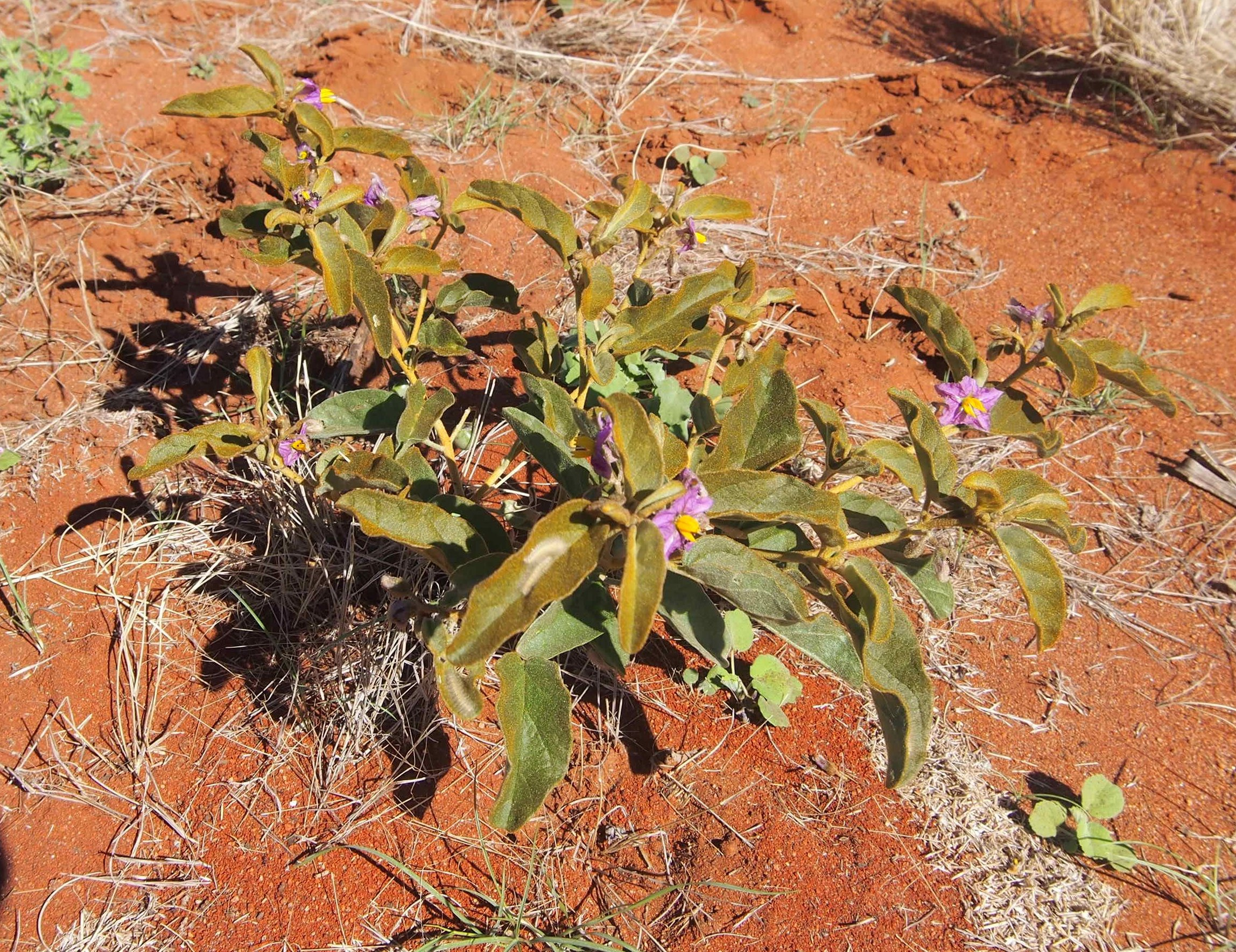
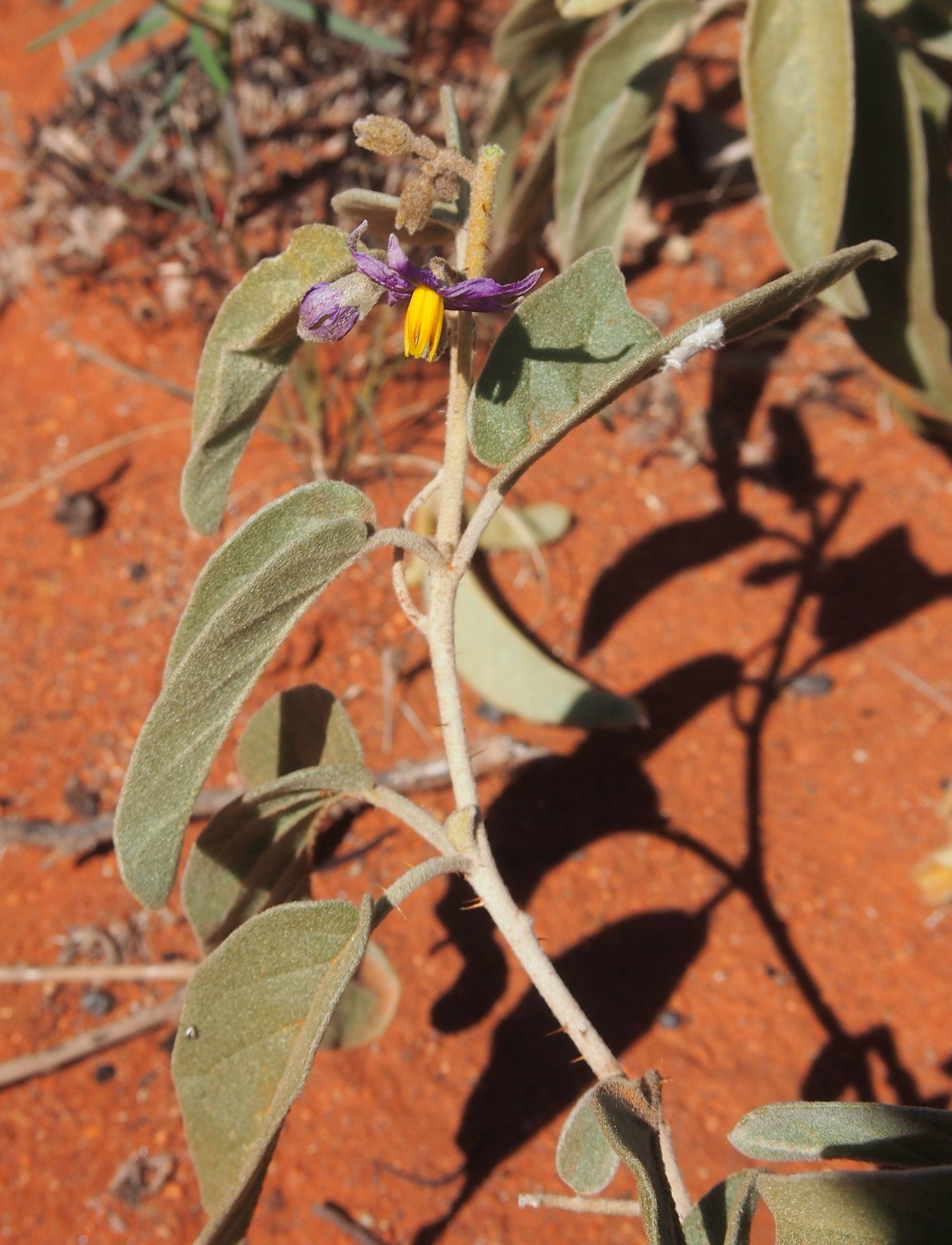
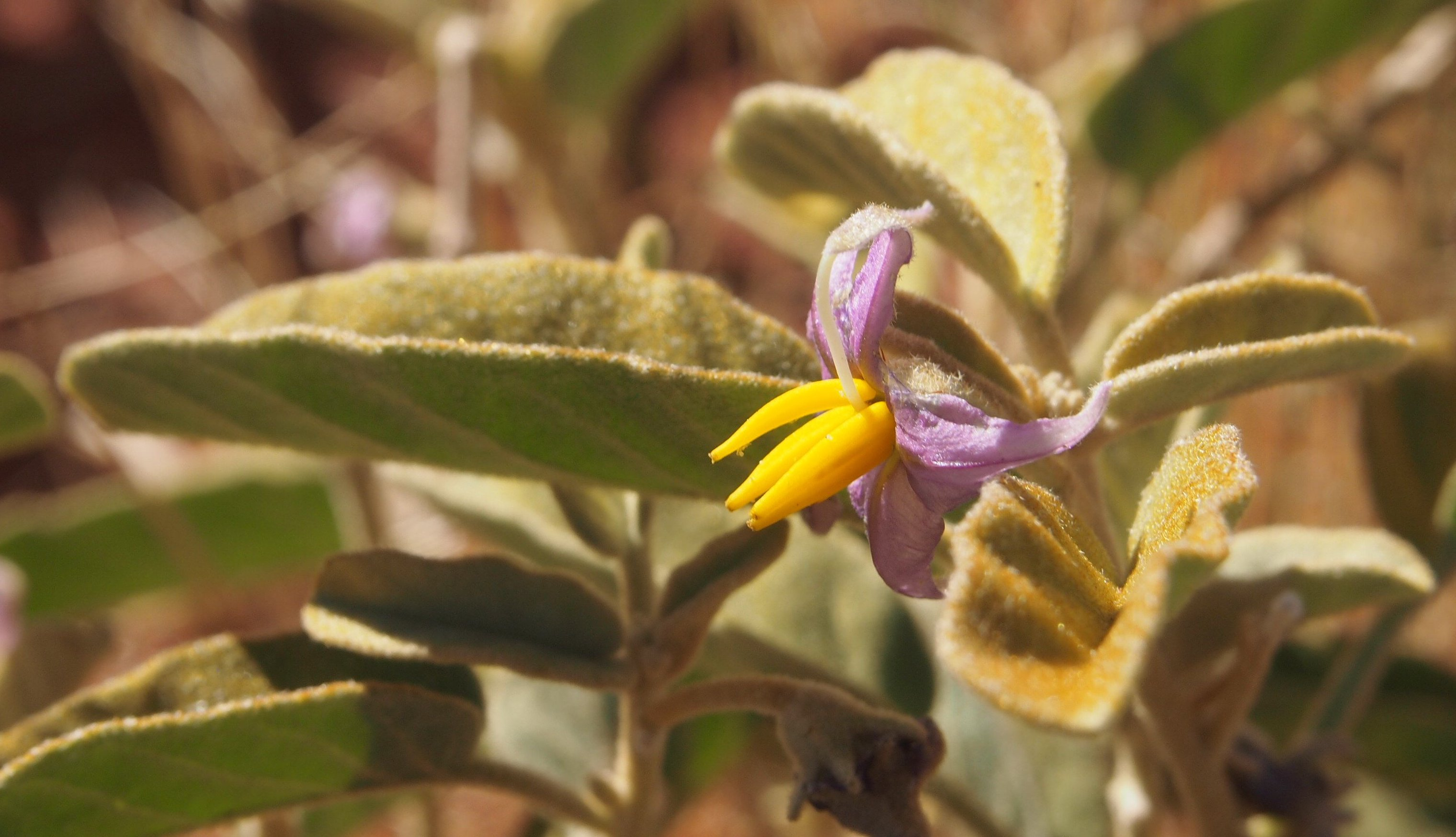
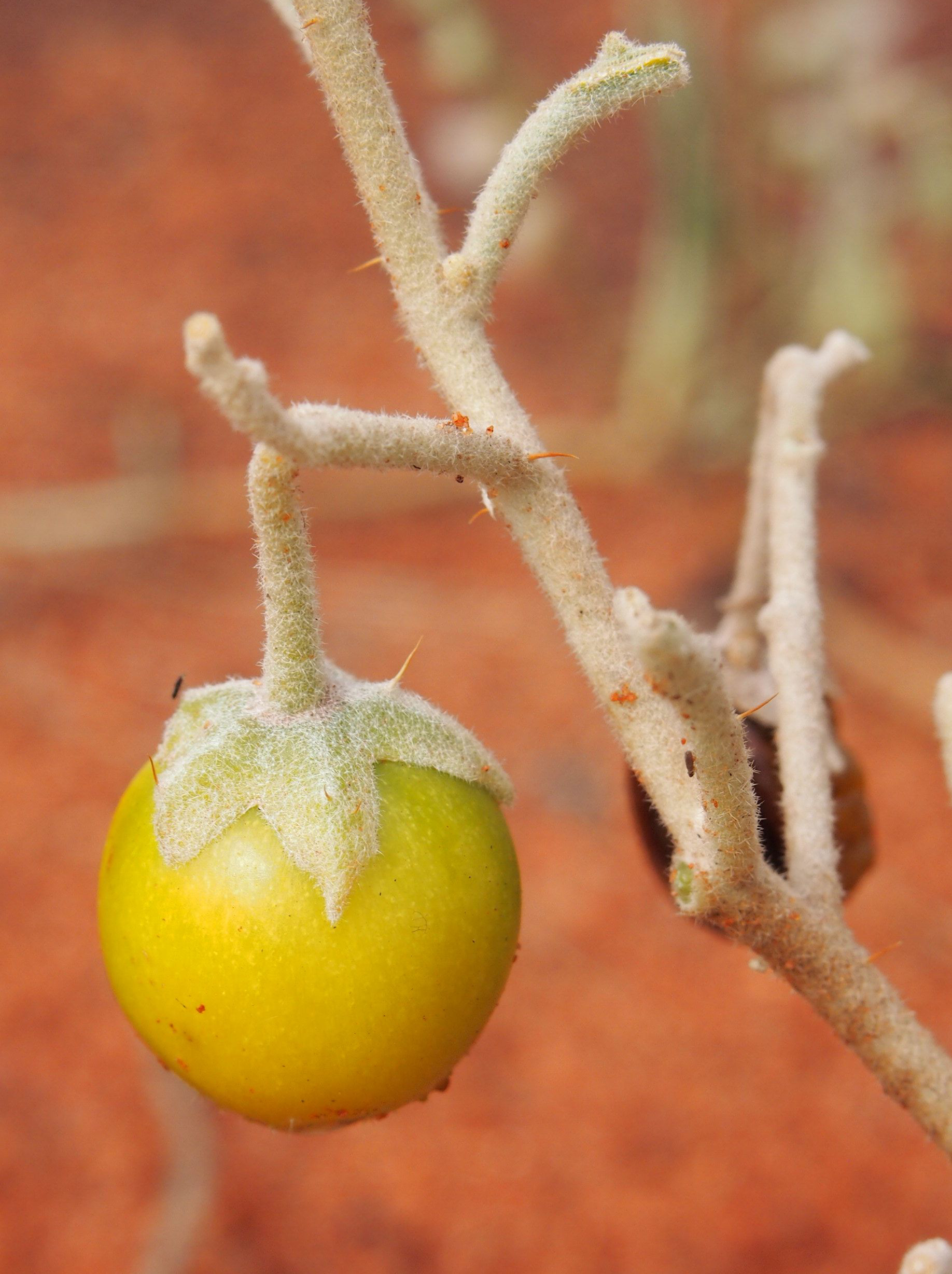
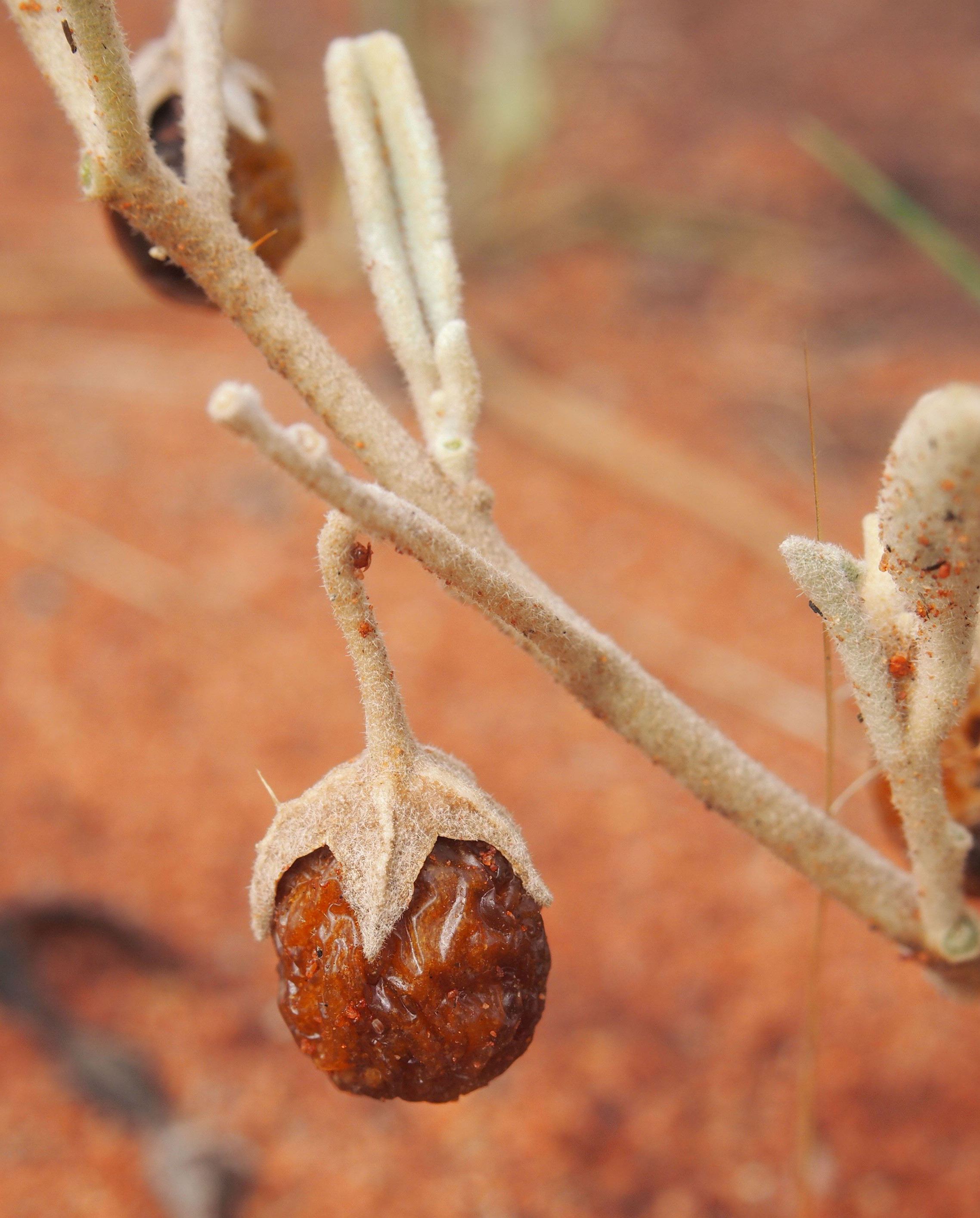